# 정재춘
정재춘(鄭在椿 또는 鄭在春, 鄭在瑃, 일본식 이름: 東村秀一히가시무라 슈이치, 1899년 11월 21일 ~ ?)은 일제강점기의 경찰로, 본적은 함경남도이다.

## 생애
1921년 6월 7일 함경남도 혜산경찰서 순사로 임명되었다. 1925년부터 1930년까지 함경남도 강구경찰관주재소에서 순사로 근무했고, 1931년부터 1937년까지 함경남도 혜산경찰서에서 고등계 형사로 근무했다.
함경남도 혜산경찰서 고등계 형사로 재직 중이던 1931년 만주사변이 일어나자 국경 지역 사찰과 감시 업무를 맡으면서 항일 독립 운동 단체에 대한 무력 탄압에 앞장서는 한편, 일반 민중에 대한 단속과 검거에도 주력하여 일제의 식민 통치 정책과 침략 전쟁 수행에 적극 협력했다.
1934년 4월 29일 만주 사변에 협력한 공로를 인정받아 일본 정부로부터 훈8등 서보장과 만주 사변 종군기장을 받았다. 1936년 7월 10일부터 1937년 7월 10일까지 국경 지역 사찰과 감시 업무를 수행했으며, 1939년 항일 무장 세력에 대한 무력 탄압에 적극 협력한 공로를 인정받아 일본 정부의 만주 사변 행상에서 훈로 갑(勳勞 甲)에 상신되었다.
1937년 7월 혜산앵률(罌粟, 양귀비)조합장 겸 이사를 역임했고, 1942년 혜산진아편조합장을 역임했다.
친일반민족행위진상규명위원회가 발표한 친일반민족행위 705인 명단에 포함되었다.

## 참고자료
- 친일반민족행위진상규명위원회 (2009). 〈정재춘〉. 《친일반민족행위진상규명 보고서 Ⅳ-16》. 서울. 442~449쪽.